# Steppa dei mammut

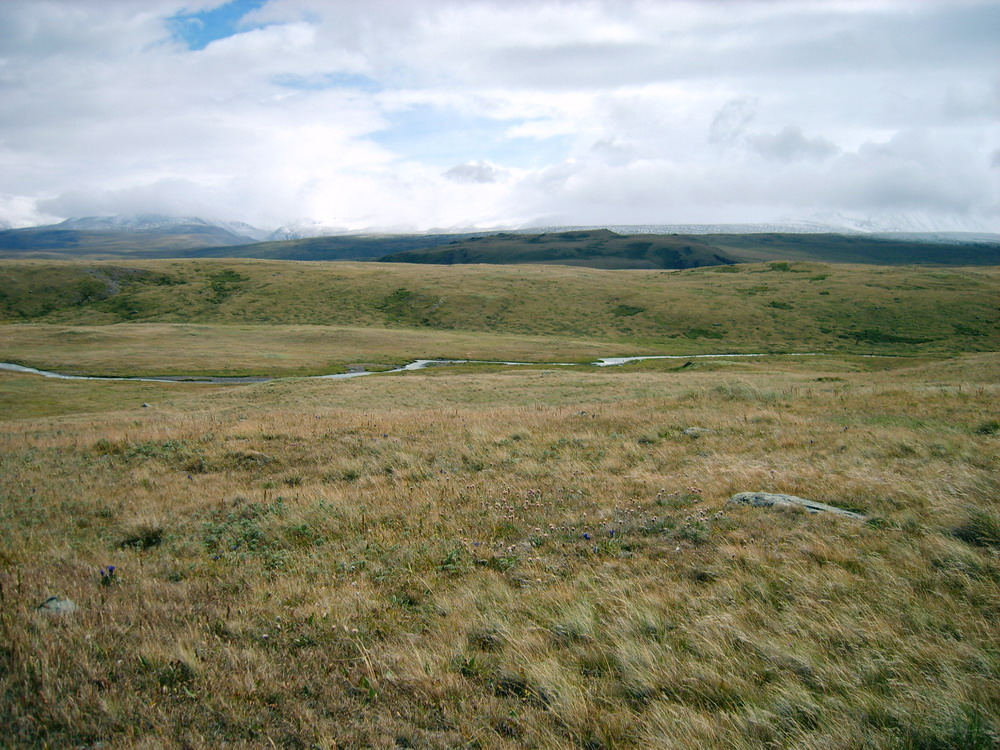
L'Altopiano di Ukok (Siberia), odierna vestigia delle steppe dei mammut.

La cosiddetta Steppa dei mammut era il bioma più comune sul pianeta Terra durante l'Ultimo massimo glaciale (c.a. 20.000 anni fa), esteso dalla Spagna al Canada, attraverso tutta l'Eurasia, e dall'Artico alla Cina meridionale. Era caratterizzata da un clima freddo e secco. La flora era dominata dall'erba e dagli arbusti (Artemisia, Cyperaceae, ecc.), con macchie di betulle nane e larici, e la fauna da bisonti, cavalli e mammut (v. c.d. Megafauna del Pleistocene) dai quali il bioma prende il nome. Quest'ecosistema, occupante ampie aree del settentrione del globo, perdurò per circa 100.000 anni salvo poi scomparire 12.000 anni fa.

## Vestigia

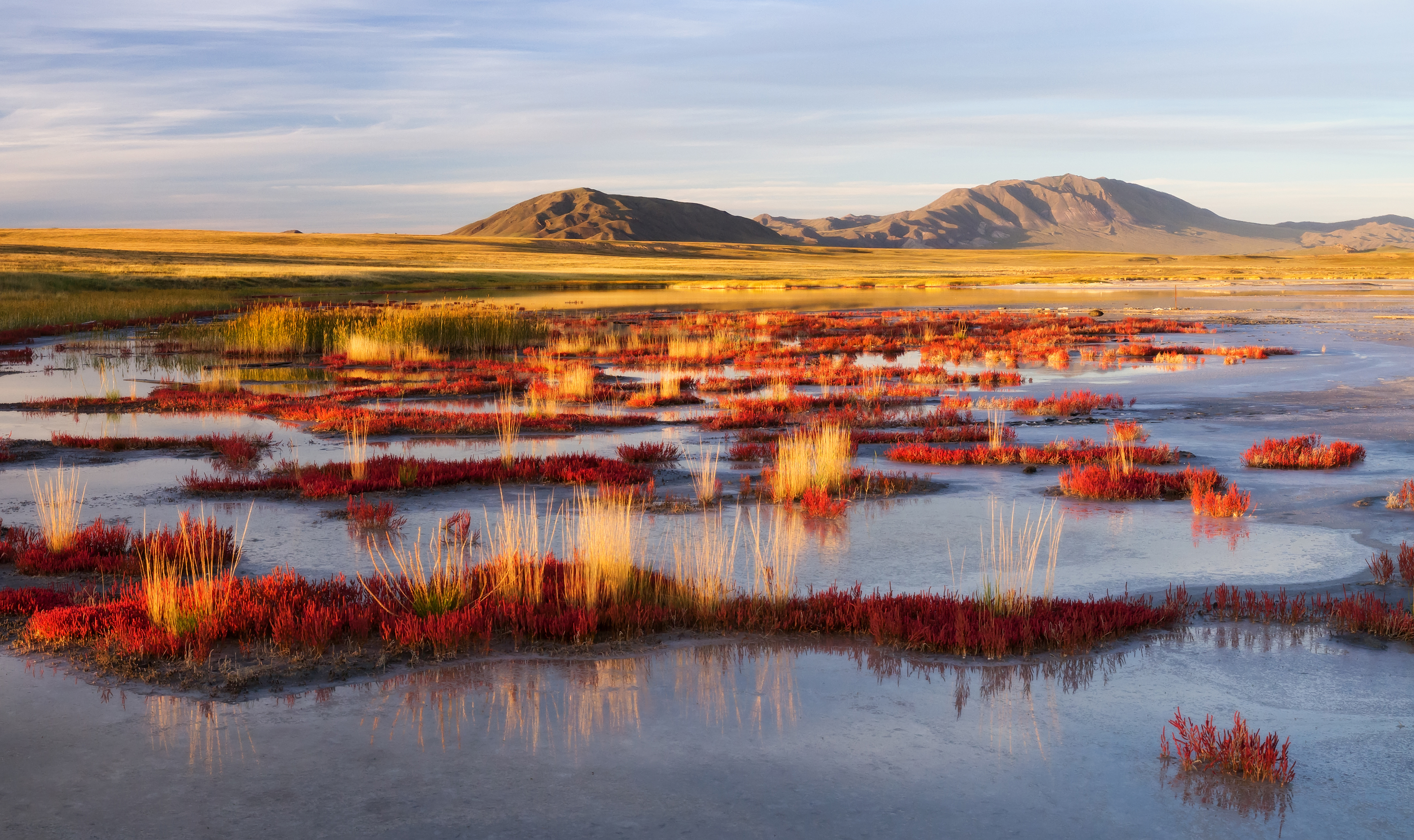
La "Ubsunur Hollow Biosphere Reserve" al confine tra Mongolia e Repubblica di Tuva, altra vestigia delle steppe dei mammut.

Durante l'Olocene, le specie adattatesi all'ambiente arido si estinsero o ridussero notevolmente il loro habitat. Il clima freddo-secco dell'ultimo massimo glaciale persiste oggi nell'estremo oriente della regione compresa tra i Monti Sajany ed i Monti Altaj (Eurasia centrale). Paleo-biomi recentemente ricostruiti, unitamente allo studio dei pollini, hanno suggerito che le aree dell'Altai-Sajany possono essere considerate come un'effettiva vestigia delle steppe dei mammut il cui ambiente permane immutato da 40 000 anni, costituendosi quale "Riserva dell'Ultimo massimo glaciale". La regione, nel Pleistocene come oggi, supporta la sopravvivenza di grandi erbivori e carnivori in un contesto di steppa, deserto e montagna non intervallati da foreste. Nessuna delle specie di mammiferi del Pleistocene sopravvive nelle foreste temperate, nella taiga o nella tundra. L'Altopiano di Ukok, nel sud dell'Altaj, e il lago Har-Us nuur nella Mongolia occidentale hanno preservato dall'Era glaciale sia la renna sia la saiga tatarica.